# Unitärt perfekt tal
Unitärt perfekt tal är ett heltal som är summan av dess positiva äkta enhetsdelare, exklusive talet självt. (En delare d av ett tal n är en enhetsdelare om d och n/d saknar gemensamma faktorer större än 1.) Vissa perfekta tal är inte unitära perfekta tal, och vissa unitära perfekta tal är inte vanliga perfekta tal.
Således är 60 ett unitärt perfekt tal eftersom dess enhetsdelare är 1, 3, 4, 5, 12, 15 och 20 och 1 + 3 + 4 + 5 + 12 + 15 + 20 = 60.
De första unitära perfekta talen är:
6, 60, 90, 87360, 146361946186458562560000, … (talföljd A002827 i OEIS)
Det är inte känt om det finns oändligt många unitära perfekta tal, eller för den delen om det finns några ytterligare exempel utöver de fem redan kända. En sjätte sådant antal skulle ha minst nio olika udda primtalsfaktorer.